# Manuscrito iluminado

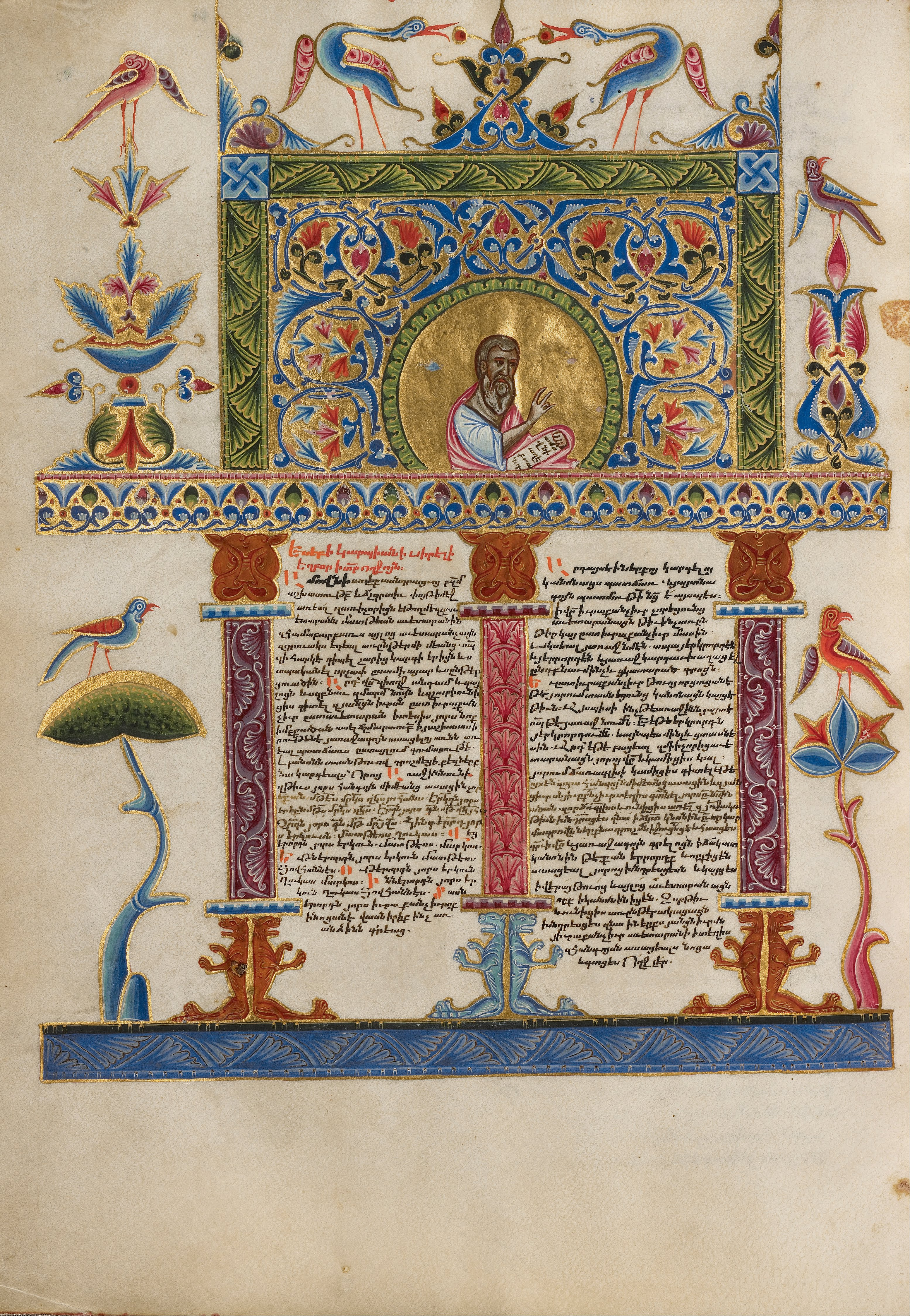

Um Manuscrito Iluminado é um documento formalmente preparado onde o texto é decorado com floreios como bordas e ilustrações em miniatura. Muitas vezes usado na Igreja Católica Romana para orações e livros litúrgicos, como saltérios e, também, em  literatura da corte. A prática continuou em textos seculares a partir do século XIII e normalmente incluem proclamações, projetos de lei, outorgas, inventários.
Os manuscritos iluminados mais antigos sobreviventes são um pequeno número da antiguidade tardia, e datam entre 400 e 600. Exemplos incluem o Vergilius Romanus, Vergilius Vaticanus e os Codex Purpureus Rossanensis.
A maioria dos manuscritos existentes são da Idade Média, embora muitos sobrevivam a partir do Renascimento. Enquanto os manuscritos islâmicos também podem ser chamados de iluminados e usam essencialmente as mesmas técnicas, obras comparáveis do Extremo Oriente e da Mesoamérica são descritas como pintadas.
A maioria dos manuscritos medievais, iluminados ou não, foram escritos em pergaminho até o século II a.C., quando um material chamado veludo, feito de pele de bezerro esticada, foi introduzido pelo rei Eumenes II de Pérgamo e se tornou o padrão para manuscritos iluminados. Essas páginas feitas com veludo eram então encadernadas em livros, chamados códices (singular: códice). Poucos fragmentos iluminados também sobrevivem em papiro. Os livros variavam em tamanho, desde aqueles menores do que um livro de bolso moderno, como o evangelho de bolso, até livros muito grandes, como livros de coral para coros cantarem, e bíblias "atlânticas", exigindo mais de uma pessoa para levantá-los.
Manuscritos de papel apareceram durante o final da Idade Média. O Missal de Silos do início do século XI é da Espanha, perto de centros de fabricação de papel muçulmanos em Al-Andalus. Manuscritos textuais em papel tornam-se cada vez mais comuns, mas o pergaminho mais caro foi usado principalmente para manuscritos iluminados até o final do período. Os primeiros livros impressos deixavam espaços para textos vermelhos, conhecidos como rubricas, ilustrações em miniatura e letras capitulares iluminadas, que teriam sido adicionadas mais tarde à mão. Desenhos nas margens (conhecidos como marginália) também permitiriam que os escribas adicionassem suas próprias notas, diagramas, traduções e até floreios cômicos.
A introdução da impressão levou rapidamente ao declínio da iluminação. Manuscritos iluminados continuaram a ser produzidos no início do século XVI, mas em números muito menores, principalmente para os muito ricos. Eles estão entre os itens mais comuns sobreviventes da Idade Média; muitos milhares perduraram. Eles também são os melhores espécimes sobreviventes da pintura medieval, e os mais bem preservados. De fato, em muitas áreas e períodos de tempo, eles são os únicos exemplos sobreviventes de pintura.
| “                                                           | A pintura estava, na verdade, a caminho de se tornar uma forma de escrita através de imagens. | ” |
| — E.H. Gombrich, A História da Arte, Londres, Phaidon, 2005 |                                                                                               |   |

## História

A 63ª página do Livro das Horas (Uso de Utrecht), c. 1460–1465, tinta, têmpera e ouro sobre veludo, encadernação: Marrocos marrom sobre tábuas de madeira originais, total: 59 × 116 mm, Cleveland Museum of Art (Cleveland, Ohio, US)

### Europa Latina
Os historiadores da arte classificam os manuscritos iluminados em seus períodos históricos e tipos, incluindo (mas não limitado) a Antiguidade Tardia, Insular, Carolíngio, Ottoniano, Românico, Gótico, e manuscritos renascentistas. Há alguns exemplos de períodos posteriores. Livros que são pesada e ricamente iluminados são às vezes conhecidos como "livros de exibição" em contextos de igreja, ou "manuscritos de luxo", especialmente se obras seculares. No primeiro milênio, estes eram mais prováveis de serem Evangeliário, como os Evangelhos de Lindisfarne e o Livro de Kells. O Livro de Kells é o manuscrito iluminado mais amplamente reconhecido e é famoso por sua combinação de imagens católicas tradicionais e desenhos insular. Os períodos românico e gótico viram a criação de muitas grandes bíblias iluminadas. O maior exemplo sobrevivente disso é o Codex Gigas na Suécia; é tão grande que são necessários três bibliotecários para erguê-la.
Outros livros litúrgicos iluminados apareceram durante e após o período românico. Estes incluíam saltérios, que continham todos os 150 salmos canônicos, e pequenos livros devocionais pessoais feitos para leigos conhecidos como livros de horas que separavam o dia em oito horas de devoção. Estes itens eram muitas vezes ricamente iluminados com miniaturas, iniciais decoradas e bordas florais. Eles eram caros e, portanto, possuíam apenas patronos ricos.
À medida que a produção de manuscritos mudou dos mosteiros para o setor público durante a Alta Idade Média, os livros iluminados começaram a refletir interesses seculares. Estes incluíam contos, lendas dos santos, contos de cavalaria, histórias mitológicas e até relatos de ocorrências criminosas, sociais ou milagrosas. Alguns deles também foram usados livremente por contadores de histórias e atores itinerantes para apoiar suas peças.
O período gótico, que geralmente viu um aumento na produção de livros iluminados, também viu obras mais seculares, como crônicas e obras de literatura iluminadas. Pessoas ricas começaram a construir bibliotecas pessoais; Filipe, o Audaz provavelmente tinha a maior biblioteca pessoal de seu tempo em meados do século XV, estima-se que tivesse cerca de 600 manuscritos iluminados, enquanto vários de seus amigos e parentes tinham várias dezenas.  Os patronos ricos, no entanto, podiam ter livros de oração pessoais feitos especialmente para eles, geralmente na forma de "livros de horas" ricamente iluminados, que estabelecem orações apropriadas para vários momentos do dia litúrgico. Um dos exemplos mais conhecidos é o extravagante Les très riches heures du duc de Berry para um príncipe francês.
Até ao século XII, a maioria dos manuscritos era produzida em mosteiros para serem adicionados à biblioteca ou após receber uma comissão de um patrono rico. Os mosteiros maiores geralmente continham áreas separadas para os monges que se especializavam na produção de manuscritos, chamadas de scriptorium. Dentro das paredes dum scriptorium havia áreas individualizadas onde um monge podia sentar e trabalhar num manuscrito sem ser incomodado pelos seus companheiros irmãos. Se nenhum scriptorium estivesse disponível, então "eram designadas pequenas salas separadas para a cópia de livros; elas estavam situadas de tal forma que cada escriba tinha para si uma janela aberta para o claustro."
No século XIV, os claustros dos monges que escreviam no scriptorium tinham quase dado lugar aos scriptoria urbanos comerciais, especialmente em Paris, Roma e Holanda. Embora o processo de criação de um manuscrito iluminado não se tenha alterado, a mudança dos mosteiros para ambientes comerciais foi um passo radical. A demanda por manuscritos cresceu a tal ponto que as bibliotecas monásticas começaram a empregar escribas e iluminadores seculares. Esses indivíduos frequentemente viviam perto do mosteiro e, em alguns casos, vestiam-se como monges sempre que entravam no mosteiro, mas tinham permissão para sair no final do dia. Os iluminadores eram frequentemente bem conhecidos e aclamados e muitas das suas identidades sobreviveram aos dias de hoje.